# Trường Pellerin Huế
Trường Pellerin Huế, còn gọi là Trường La San Bình Linh, là một trong những trường công giáo (dòng) tư thục nổi tiếng tại Huế. Trường thành lập 1904 và đóng cửa năm 1975. Trường do các sư dòng tu La Salle (tiếng Việt: Dòng La San) quản lý. 
Trường cung cấp giáo dục tiểu học và trung học, cung cấp nhiều hỗ trợ cho học sinh nghèo. Trường dạy chương trình của Pháp.
Khuôn viên trường khá rộng và xây dựng theo kiến trúc của Pháp, là một trong ít công trình kiến trúc Pháp còn sót lại ở Huế.
Từ năm 2008, trường đã được cải tạo với nhiều tòa nhà và trở thành Học viện Âm nhạc Huế.
Những cựu học sinh nổi tiếng của trường như Hàn Mạc Tử (từ 1928 đến 1930), Ngô Đình Diệm và Ngô Đình Thục (học tiểu học), Nguyễn Văn Thiệu (học trung học), Trịnh Công Sơn (học trung học đệ nhất cấp (THCS) - lớp 6 đến lớp 9), Thanh Tịnh.